# Курганы (Красноярский край)
Курганы — посёлок в Новосёловском районе Красноярского края России. Входит в состав Чулымского сельсовета.

## География
Посёлок расположен в 34 км к северо-востоку от районного центра Новосёлово.

## Население
| 2010 |
| ---- |
| 122  |

Гендерный состав
По данным Всероссийской переписи населения 2010 года 53 мужчины и 69 женщин из 122 чел.